# جزيرة
¨/DV?

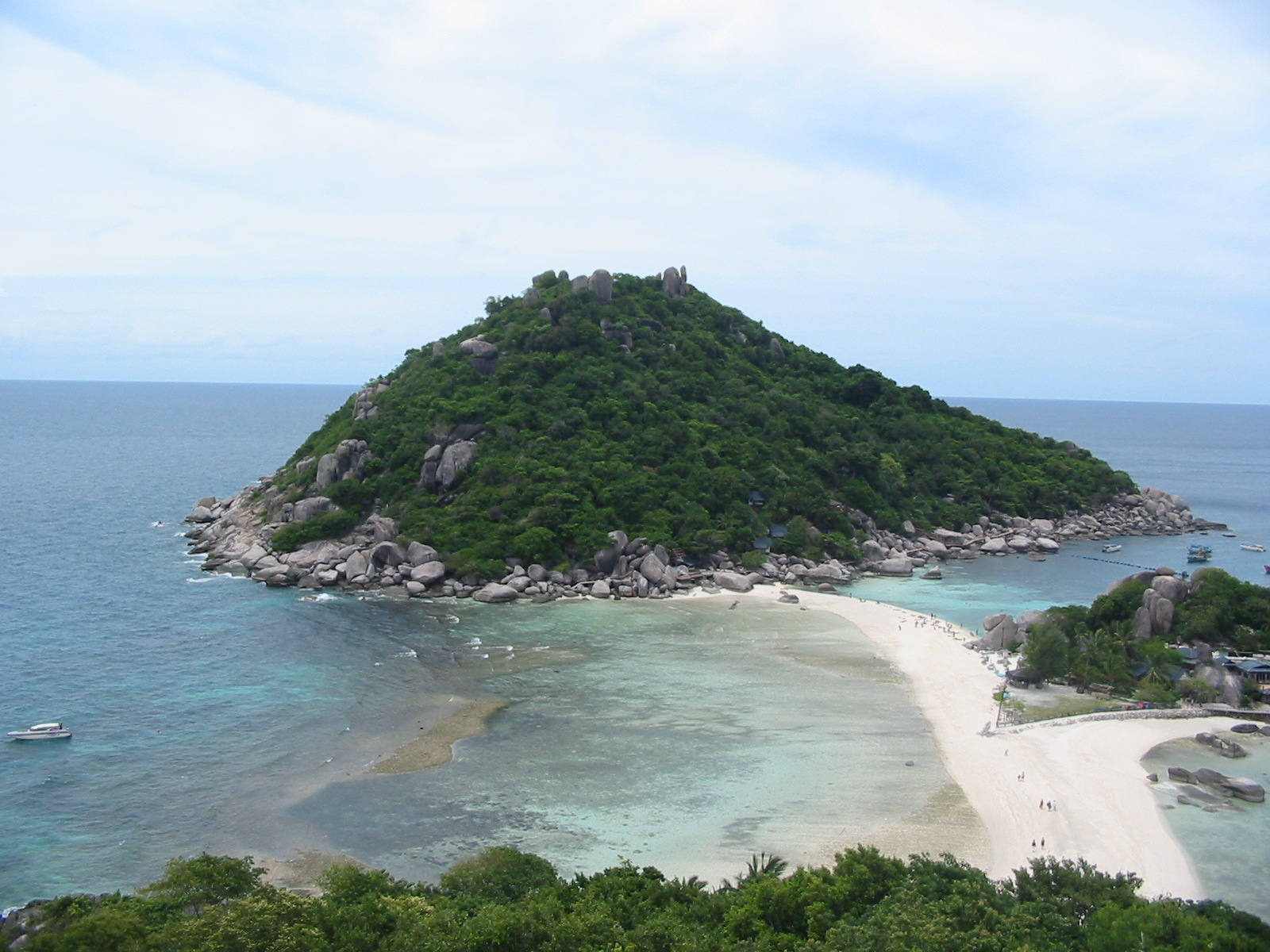
جزيرة

الجَزِيرة (الجمع:  جَزَائِرُ، وَجُزُرٌ) أرضٌ يُحيط بها الماء (من الجهات كلِّها)، أصغر من القارة. تُراوِح من بضعة مترات مربعة إلى مِساحات دول كاملة، كجزيرتَي: قبرص، ومملكة البحرين. وتسمى مجموعة الجزر المتقاربة بالأرخبيل. وعند العرب معنى الجزيرة هي اليابسة التي تحيط بها المياه من كل جانب أو تكاد، فكلمة الجزيرة تُستعمل للجزيرة حقيقةً، ولليابسة التي تحيط بها الماء من ثلاث جهات تُسمى شبه جزيرة.

## التسمية
سميت بالجزيرة لأنها أرضٌ ينجزر (ينقطع) عنها المدُّ (السيل)، مِن: «جَزَرتُ الشيءَ»، أي: قطعتُه، وهي من الجَزْر، وهو: نضوب الماء ورجوعه إلى الخلف وانحسارُه عن اليابسة، أو: أرضٌ في البحر، ينفرج منها ماء البحر فتبدو (تظهر)، وكذلك: الأرض التي يُحدِق بها السيل (يُحيط بها) فلا يعلوها، فهي جزيرة، بمعنى: مجزورة (مقطوعة)، مثل: ذبيحة، بمعنى: مذبوحة.

## أصناف الجزر

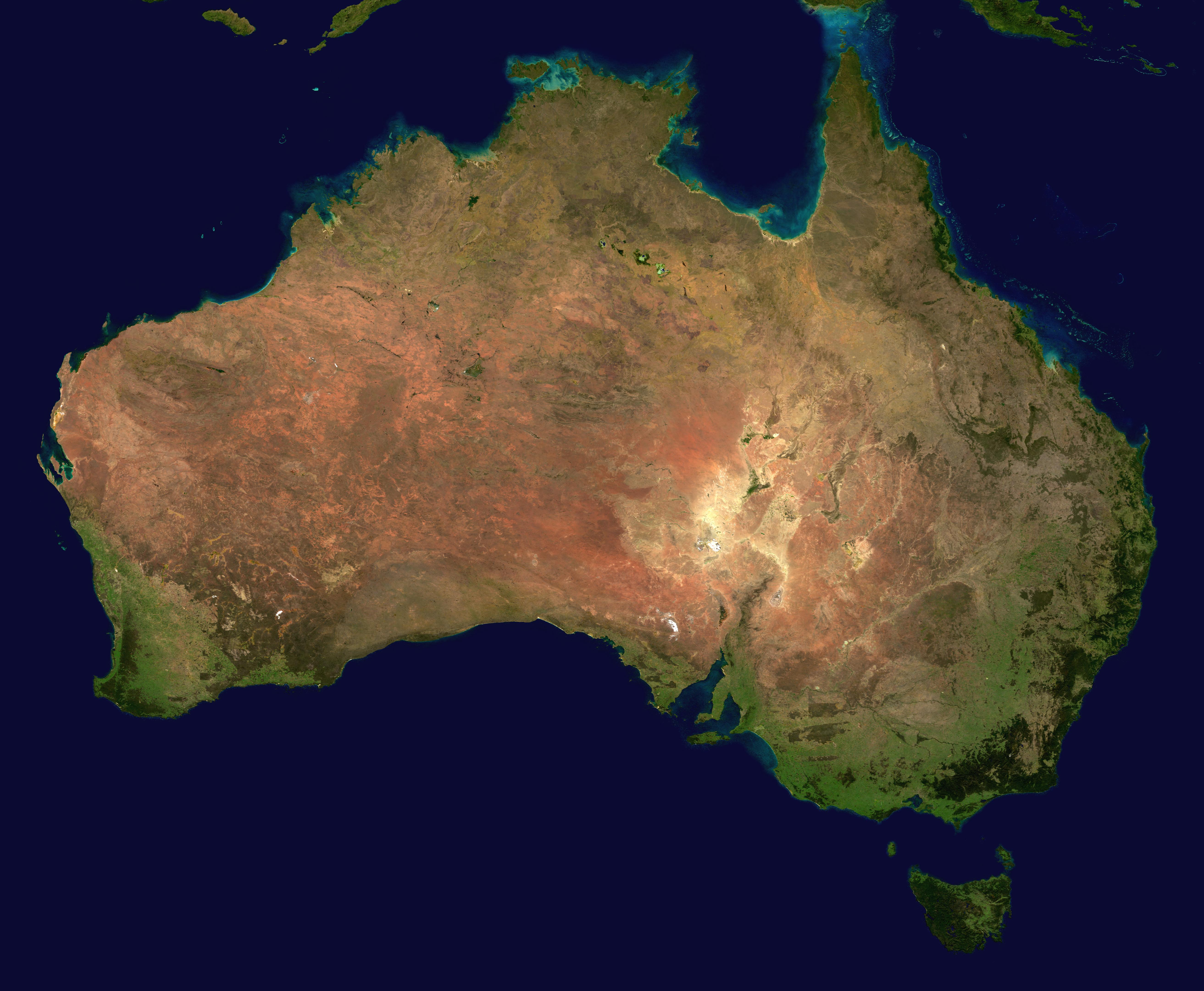
أستراليا من الفضاء: أكبر جزيرة وأصغر قارة في العالم

يقسم الجغرافيين الجزر لثلاث أقسام رئيسية مع وجود بعض الأقسام الفرعية الأخرى:

### جزر قارية
الجزر القارية هي الجزر التي تكون متصلة مع القارات من خلال رصيف قاري أي أنها تعتبر أجزاء من القارات المجاورة لها. من أشهر الجزر القارية جزيرة جرينلاند وجزيرة سايبل المتصلتان بأمريكا الشمالية وجزيرتي ترينداد وبربيدوس المجاورتان لأمريكا الجنوبية وجاوة وسومطرة المتصلتان بآسيا وصقلية القريبة من أوروبا ونيو غينيا وتسمانيا المتصلتان بأستراليا. يندرج تحت هذا النوع من الجزر الجزر الدقيقة القارية الذي ينشأ من تصدع صفائح القارات وأفضل مثال لهذا النوع هو جزيرة مدغشقر. تعد سيشل وجزر كيرجيولين من الجزر الدقيقة القارية أيضا.

### جزر نهرية
الجزر النهرية هي الجزر التي توجد في دلتا الأنهار والأنهار الكبيرة. تكونت تلك الجزر بسبب ترسيب مياه الأنهار لحمولتها من رمل وحصى وبقايا حيوية في نقطة معينة على مر الزمن. بعض الجزر النهرية مؤقتة وتزول في حالة تغير سرعة تيار النهر بينما العديد منها تبقى وتشكل مناطق حيوية سكنية كجزيرة الزمالك في مدينة القاهرة في نهر النيل.

### جزر بركانية
الجزر البركانية هي الجزر التي أنشأتها وكونتها البراكين. وهذه الجزر على عدة أنواع أولها ما ينشأ عند البراكين الواقعة عند مناطق الانزلاق التكتوني لصفيحة فوق أخرى. من الجزر البركانية في المحيط الهادي جزر ماريانا والجزر الألوتية وجزر تونغا. تكون مجموعة جزر الأنتيل السفلى مع جزر ساندويتش الجنوبية الجزر الوحيدة البركانية في المحيط الأطلسي.
النوع الآخر من الجزر البركانية ينشأ عند الحدود التباعدية اللوحية (الصدوع المحيطية) وهناك جزيرتان فقط تتبعان هذا النوع أولاهما جزيرة آيسلندا أكبر جزيرة بركانية في العالم وجزيرة جان ماين وكلاهما في المحيط الأطلسي.
النوع الثالث من الجزر البركانية هو الذي ينشأ فوق البقع الساخنة البركانية. وهذا النوع من الجزر غالبا ما يتآكل ويغرق (بعد ملايين السنين من نشأته) مكونا ما يعرف بالجبال البحرية. حركة الصفائح تجاه البقع الساخنة تؤدي لتكوين جزء من اليابسة على شكل خطوط تتجه باتجاه حركة تلك الصفيحة. جزر هاواي ابتداء من الجزيرة الأم حتى جزيرة المحيط لها اتصال مباشر بجبال بحرية تسمى بجبال الإمبراطور البحرية أي أننا نستطيع القول بأن جزر هاواي ما هي إلا قمم لسلسلة جبال بحرية (الإمبراطور) ذات امتداد واسع.
الشعاب الحلقية هي جزر تكونت من تراكم الشعاب المرجانية على جزر بركانية غارقة في مياه المحيط ويستمر نموها وتراكمها حتى تكون جزيرة جديدة. يظهر الشعب الحلقي في هيئة حلقة محيطة ببحيرة مستديرة وسطه. من الأمثلة على الشعاب الحلقية جزر المالديف في المحيط الهندي وجزر بورا بورا في المحيط الأطلسي.

### جزر اصطناعية
هنالك جزر من صنع الإنسان وهي نسخ مستحدثة في الكرة الأرضية وهي من صنع الإنسان أو كان للإنسان تدخل في بنائها كحفر القنوات حولها.

## أشهر الجزر
- جزيرة جاوه في إندونيسيا
- جزيرة قبرص
- جزيرة مالطة
- جزيرة جربة
- جزر الكناري
- جزيرة كريت
- جزيرة البحرين
- جزيرة أرواد
- جزيرة مايناو
- جزيرة فورد
- جزيرة مدغشقر
- جزيرة ايسلندا

و هناك أيضا جزيرة بيشوب روك التي تعتبر أصغر جزيرة في العالم وذلك بحسب كتاب غينيس للأرقام القياسية، وهي واحدة من جزر سيلي التابعة لشبه جزيرة كورنويل.

## مواضيع متعلقة
- قوائم الجزر في العالم
- قائمة الجزر العربية
- قائمة الجزر في الخليج العربي
- شبه جزيرة
- أرخبيل
- شعب حلقي
- دولة جزيرة
- جزيرة اصطناعية
- قائمة الجزر حسب الكثافة السكانية